# Escut de Bòsnia i Hercegovina
L'escut de Bòsnia i Hercegovina fou adoptat el 1998 en substitució de l'antic disseny usat des del 1992, arran de la independència.
Segueix el mateix disseny que la bandera estatal. Es tracta d'un escut trinxat alçat, d'or i d'atzur, carregat de set estrelles de cinc puntes d'argent posades en banda. La part d'or, un triangle isòsceles, simbolitza els tres grups ètnics principals (bosnians, croats i serbis) i la forma del mapa de Bòsnia i Hercegovina. Les estrelles han substituït les flors de lis de l'escut anterior, que només simbolitzaven els bosnians, i són el símbol d'Europa.

## Escut precedent

Escut de la República de Bòsnia i Hercegovina (1992-1998)

L'escut utilitzat els primers anys de la independència era d'atzur, flordelisat d'or, carregat d'una banda d'argent. Es basava en les armories de la dinastia Kotromanić, que va governar a Bòsnia dels segles xiii al xv. Segons la tradició, la banda d'argent simbolitza l'espasa de Tvrtko, el primer rei de Bòsnia, i el seu poder. Es va dissenyar juntament amb la bandera al començament de la guerra de Bòsnia, que va durar tres anys; a l'acabament del conflicte, arran de les queixes de croats i serbis en el sentit que els símbols estatals només representaven la comunitat bosniana, es va demanar un arbitratge a les forces internacionals que ocupaven el territori. Al començament del 1998 es va crear una comissió per a la reforma de la bandera i el mateix any es va crear l'escut actual, que conserva els mateixos colors que l'anterior tot i que no té cap referent amb la història del país.

## Escuts usats anteriorment

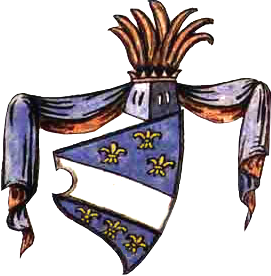
Escut durant el regnat de Tvrtko (1377-1391)
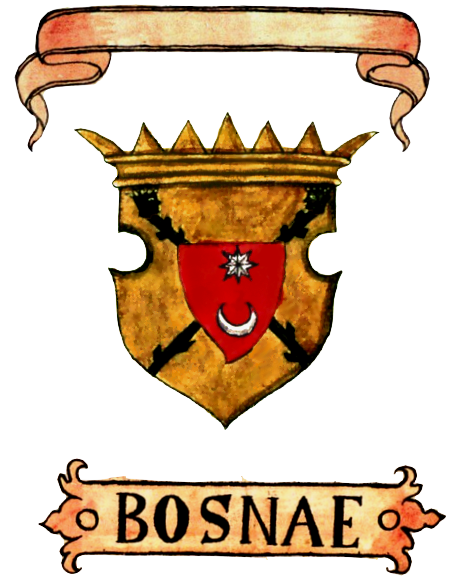
Escut de Bòsnia dins l'armorial de Fojnica, amb dues fletxes encreuades i un escussó amb una estrella i un muntant (segle xv)
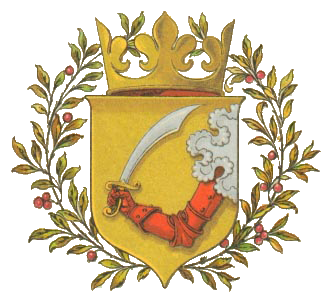
Escut durant l'annexió a Àustria-Hongria, amb un braç que branda una espasa (1878-1918)
Escut durant el règim comunista de Iugoslàvia, sense elements nacionals identificadors (1945-1992)